# Колатин
Колатин (бел. Калацін) — упразднённый посёлок Широковском сельсовете Буда-Кошелёвского района Гомельской области Белоруссии.
В связи с радиационным загрязнением после Чернобыльской катастрофы жители (18 семей) переселены в 1990 году в чистые места.

## География

### Расположение
В 20 км на восток от районного центра и железнодорожной станции Буда-Кошелёвская (на линии Жлобин — Гомель), 27 км от Гомеля.

## Транспортная сеть
Транспортные связи по просёлочной дороге, затем по шоссе Довск — Гомель.
Планировка состоит из короткой улицы почти меридиональной ориентации, застроенной деревянными домами усадебного типа.

## История
Основан в начале 1920-х годов переселенцами с соседних деревень на бывших помещичьих землях. В 1929 году жители деревни вступили в колхоз. В 1959 году входил в состав совхоза «Коминтерн» (центр — деревня Широкое).

## Население

### Численность
- 2004 год — жителей нет.

### Динамика
- 1959 год — 63 жителя (согласно переписи).
- 1990 год — жители (18 семей) переселены.